# Orencjusz i Pacjencja
Orencjusz i Pacjencja – święci katoliccy.
Orencjusz  (Oriencjusz) jest jednym z trzech świętych noszących to imię. Wymieniany jest wraz z żoną Pacjencją. Postacie mają charakter legendarny, a wzmianki o kulcie jakim byli otoczeni pochodzą z XV wieku. Vita posterior uczyniła Orencjusza ojcem biskupa Oriencjusza z Auch, pochodzącego z miasta Huesca w Aragonii. Według legend para ta miała być także rodzicami świętego Wawrzyńca.
Orencjusza i Pacjencję wspominano w Huesca 1 maja.